# Nioro Airport
Nioro Airport (franska: Aéroport de Nioro) är en flygplats i Mali.   Den ligger i regionen Kayes, i den västra delen av landet, 300 km nordväst om huvudstaden Bamako. Nioro Airport ligger 235 meter över havet.
Terrängen runt Nioro Airport är platt. Runt Nioro Airport är det ganska glesbefolkat, med 47 invånare per kvadratkilometer. Trakten runt Nioro Airport består i huvudsak av gräsmarker.